# روجر أرلينر يونغ
روجر أرلينر يونغ (بالإنجليزية: Roger Arliner Young) (1899 – 9 نوفمبر 1964) كانت عالمة أمريكية في علم الحيوان وعلم الأحياء وعلم الأحياء البحرية. كانت أول امرأة أمريكية أفريقية تحصل على درجة الدكتوراه في علم الحيوان.

## حياتها المبكرة
ولدت في كليفتون فورج، فيرجينيا عام 1899، وسرعان ما انتقلت مع عائلتها إلى بورغيستاون، بنسلفانيا. كانت الأسرة فقيرة وأنفق الكثير من الوقت والموارد لرعاية والدتها المعاقة.
في عام 1916، التحقت يونج بجامعة هوارد في واشنطن العاصمة لدراسة الموسيقى. وكتبت في الكتاب السنوي: «ليس الفشل، ولكن الهدف المنخفض جريمة». لم تأخذ أول مقرر علوم حتى عام 1921. على الرغم من أن درجاتها كانت سيئة في بداية حياتها المهنية في الكلية، إلا أن بعض معلميها رأوا فيها الأمل. أحد هؤلاء كان إرنست إيفريت جست، عالم الأحياء الأسود البارز ورئيس قسم علم الحيوان في هوارد. تخرج شاب بدرجة البكالوريوس عام 1923. حاولت فقط مساعدتها في الحصول على تمويل لمدرسة الدراسات العليا، ولكن في عام 1924 بدأت يونغ في الدراسة للحصول على درجة الماجستير في جامعة شيكاغو، والتي تلقتها عام 1926. 
عملت يونغ مع إرنست إيفريت لسنوات عديدة، حيث عملت كأستاذة مساعدة في جامعة هوارد من عام 1923 إلى عام 1935. البحث تم خلال الصيف. ساعدت يونغ فقط في بحثه من عام 1927 حتى عام 1930، ولكن على الرغم من الإشارة إلى مساعدتها في طلبات المنحة التي قدمها، إلا أن اسمها لا يظهر كمؤلفه مُشاركه في المنشورات الناتجة.
أثناء الدراسة في شيكاغو، طُلب منها الانضمام إلى سيجما كاي، وهي جمعية بحث علمي، والتي كانت شرفًا غير عادي لطالب ماجستير. في عام 1924، نُشرت مقالها الأول «على الجهاز المطرح في باراميسيوم» في مجلة ساينس،  مما جعلها أول امرأة أمريكية أفريقية تقوم بالبحث والنشر باحتراف في هذا المجال.

## حياتها المهنية
قام إرنست إيفريت بدعوة يونغ للعمل معه خلال فصل الصيف في مختبر الأحياء البحرية في وودز هول، ماساتشوستس بدءًا من عام 1927. أثناء وجودهم، عملوا على البحث في عملية الإخصاب في الكائنات البحرية، وكذلك عملية الترطيب والجفاف في الخلايا الحية. في عام 1929، أصبحت يونغ رئيسة مؤقتة لقسم علم الحيوان بجامعة هوارد في ذلك الوقت بينما كان في أوروبا للتو يبحث عن منحة مالية. تضررت عيون يونغ بشكل دائم من الأشعة فوق البنفسجية المستخدمة في التجارب التي أجريت في هوارد من أجل چاست. 
في خريف عام 1929، عادت يونغ إلى جامعة شيكاغو لبدء درجة الدكتوراه تحت إشراف فرانك راتراي ليلي. كانت ليلي مرشدة فقط بينما كان كلاهما متورطين في المختبر البيولوجي البحري. ومع ذلك، في عام 1930، فشلت في اجتياز امتحاناتها التأهيلية، واختفت لبعض الوقت من المجتمع العلمي. عادت إلى جامعة هوارد لتدرس وتواصل العمل فقط في مختبر الأحياء البحرية خلال الصيف.
ومع ذلك، حوالي عام 1935، بدأت الشائعات تنتشر أنه كانت هناك علاقة عاطفية بين چاست ويونغ، وفي عام 1936 واجهوا مواجهة ضخمة. في وقت لاحق من ذلك العام تم فصلها، ظاهريًا بسبب أنها فاتتها دروسها. في كلماتها، «الوضع هنا قاسي وجبان لدرجة أن كل شرارة من المشاعر التي حملتها لهوارد كانت باردة.»  استغلت هذه الانتكاسة كفرصة لإعادة المحاولة للحصول على درجة الدكتوراه. في يونيو 1937، ذهبت إلى جامعة بنسلفانيا، حيث درست مع لويس فيكتور هيلبرون (عالم آخر قابلته في مختبر الأحياء البحرية) وتخرجت مع دكتوراه في عام 1940.
بعد حصولها على الدكتوراه، أصبحت يونغ أستاذة مساعدة في كلية نورث كارولاينا للزنوج وجامعة شو (1940-1947)،  وشغلت مناصب التدريس في تكساس وميسيسيبي ولويزيانا حتى عام 1959.
ساهمت يونج بقدر كبير من العمل في العلوم. درست آثار الإشعاع المباشر وغير المباشر على بيض قنفذ البحر، على الهياكل التي تتحكم في تركيز الملح في البارسيسيوم، وكذلك ترطيب وتجفيف الخلايا الحية.

## الحياة الشخصية
لم تكن يونغ متزوجه أبدًا. بالإضافة إلى الأضرار التي أصابت عينيها بسبب الاحتلال، كانت تعاني من صعوبات مالية، وكانت الدعم الوحيد لأمها المريضة حتى وفاتها.  بعيدًا عن هاورد، اقتصرت خياراتها كعالمة أميركية من أصل أفريقي على التدريس في الوظائف دون الوصول إلى مرافق البحث والدعم. في الخمسينيات من القرن الماضي، أدخلت نفسها المستشفي لمشاكل الصحة العقلية. توفيت روجر أرلينر يونغ في 9 نوفمبر 1964  في نيو أورليانز، لويزيانا.

## مرتبة الشرف
روجر أرلينر يونغ تم الاعتراف بها في عام 2005 في قرار من الكونغرس إلى جانب أربع نساء أمريكيات من أصل أفريقي «اخترقوا العديد من الحواجز لتحقيق العظمة في العلوم.»  تم تكريم الآخرين روث إيلا مور («التي أصبحت في عام 1933 أول امرأة أمريكية أفريقية تحصل على درجة الدكتوراه في العلوم الطبيعية من جامعة ولاية أوهايو»)، إيوفيميا هاينز («التي أصبحت في عام 1943 أول امرأة أمريكية أفريقية. للحصول على دكتوراه في الرياضيات من الجامعة الكاثوليكية الأمريكية»)، شيرلي آن جاكسون («التي أصبحت في عام 1973 أول امرأة أمريكية أفريقية تحصل على درجة الدكتوراه في الفيزياء من معهد ماساتشوستس للتكنولوجيا»)، ومي جيميسون («طبيبة وأول امرأة أمريكية أفريقية في الفضاء»).
أنشأت مجموعة من مجموعات البيئة والحماية زمالة روجر أرلينر يونغ (رأي) لزمالة التنوع البحري على شرف يونج، لدعم الشباب الأمريكيين الأفارقة الذين يرغبون في المشاركة في أعمال الحفاظ على البيئة البحرية.

## الأعمال
- Young، RA (12 سبتمبر 1924). "ON THE EXCRETORY APPARATUS IN PARAMECIUM". Science. ج. 60 ع. 1550: 244. DOI:10.1126/science.60.1550.244. PMID:17814573.
- L. V. Heilbrunn؛ R. A. Young (1930). "The action of ultra-violet rays on Arbacia egg protoplasm". Physiological Zoology. ج. 3 ع. 3: 330–341. DOI:10.1086/physzool.3.3.30151104. JSTOR:30151104. {{استشهاد بدورية محكمة}}: تجاهل المحلل الوسيط |last-author-amp= لأنه غير معروف، ويقترح استخدام |name-list-style= (مساعدة)
- Heilbrunn, L.V.؛ Young, R.A. (1935). "Indirect Effects Of Radiation On Sea Urchin Eggs". The Biological Bulletin. ج. 69 ع. 2: 274–278. DOI:10.2307/1537426. JSTOR:1537426. مؤرشف من الأصل في 2015-09-23.
- Costello, D.P.؛ R. A. Young (1939). "The mechanism of membrane elevation in the egg of Nereis (abstract)". Biological Bulletin. ج. 77: 311. مؤرشف من الأصل في 2020-08-11. {{استشهاد بدورية محكمة}}: تجاهل المحلل الوسيط |last-author-amp= لأنه غير معروف، ويقترح استخدام |name-list-style= (مساعدة)
- Young, Roger Arliner (1940). The indirect effects of roentgen rays on certain marine eggs. Thesis (Ph.D.)--Graduate School of Arts and Sciences, University of Pennsylvania.